# Barbora Mottlová
Barbora Mottlová (* 18. červenec 1986, Praha) je česká herečka, zpěvačka a moderátorka

## Osobní život
Na střední škole studovala oboru Módní návrhářství. Poté studovala na Vyšší odborné škole herecké obor Dramatické umění a moderování, který absolvovala v červnu 2009. Poté studovala na Univerzitě Jana Amose Komenského v Praze bakalářský obor Scénická a mediální studia.[zdroj?]

## Divadlo
Od prosince 2008 do července 2015 působila v Divadle F. X. Šaldy v Liberci (hra Sedm nápadů na zavraždění manžela, Penzion pro svobodné pány, Erotikon doktora Š., Lakomec, Sen noci svatojánské, Figarova svatba, Balada pro banditu, Princové jsou na draka a další).
Dále hostuje v divadle Bez zábradlí.[zdroj?]

## Filmografie

### Filmy
- Ultimate Teenager Twilight Highschool Musical (německý film) - Blondine
- Obsluhoval jsem anglického krále (2006) - Árijka
- Julie miluje Shakespeara - Lucka
- Někdo tam dole mě má rád (2008) - Alice
- Infagranti – ONA
- Na vlky železa (2008) - Monika
- Aljona (2009) - Jarmilka
- Zasaženi bleskem (2009) - kuchařka
- Leppel & Langsam (2011, německý film) - Baby
- Ganster Ka Afričan (2015) - Eva
- Zasaženi bleskem

### Televizní seriály
- Ordinace v růžové zahradě (2005) - Vilma
- Vyprávěj (2009) - Terezka
- Cesty domů - Irena Kreuzigerová
- Ošklivka Katka (2009) - Natálie Kubová
- Život je ples (2011) - Elvíra
- Obchoďák (2012) - Marika Petišková
- Cirkus Bukowsky (2012) - Marie Froncová
- První republika (2014) - Marie Mary Vašková
- Přístav (2015-16) - Míša Beranová
- V.I.P. vraždy (2016) - Doktorka Prokešová